# Canberra Challenger 2018
Il Canberra Challenger 2018 è stato un torneo maschile di tennis professionistico. È stata la 4ª edizione del torneo, facente parte della categoria Challenger 80 nell'ambito dell'ATP Challenger Tour 2018, con un montepremi di 75000 $.Si è svolto dall'8 al 13 gennaio 2018 sui campi in cemento del Canberra Tennis Centre di Canberra, in Australia.

## Partecipanti singolare

### Teste di serie
| Nazionalità     | Giocatore              | Ranking* | Testa di serie |
| --------------- | ---------------------- | -------- | -------------- |
| Israele         | Dudi Sela              | 68       | 1              |
| Germania        | Florian Mayer          | 69       | 2              |
| Spagna          | Guillermo García López | 70       | 3              |
| Kazakistan      | Michail Kukuškin       | 78       | 4              |
| Rep. Dominicana | Víctor Estrella Burgos | 81       | 5              |
| Ungheria        | Márton Fucsovics       | 85       | 6              |
| Italia          | Andreas Seppi          | 86       | 7              |
| Serbia          | Laslo Đere             | 87       | 8              |

- Ranking al 1 gennaio 2018

### Altri partecipanti
Giocatori che hanno ricevuto una wild card:
- Gavin Van Peperzeel
- Alexander Crnokrak
- Dane Propoggia
- Benjamin Mitchell

Giocatori che sono passati dalle qualificazioni:
- Harry Bourchier
- Nathan Pasha
- Thomas Fancutt
- Jeremy Beale

## Partecipanti doppio

### Teste di serie
| Nazionalità | Giocatore               | Nazionalità | Giocatore         | Testa di serie |
| ----------- | ----------------------- | ----------- | ----------------- | -------------- |
| Cile        | Hans Podlipnik-Castillo | Bielorussia | Andrėj Vasileŭski | 1              |
| Israele     | Jonathan Erlich         | India       | Divij Sharan      | 2              |
| Canada      | Adil Shamasdin          | Regno Unito | Neal Skupski      | 3              |
| Australia   | Steven De Waard         | Giappone    | Ben McLachlan     | 4              |

### Altri partecipanti
Coppie che hanno ricevuto una wild card:
- Alexander Crnokrak /  Matthew Cristopher Romios
- Harry Bourchier /  Andrew Harris
- Jeremy Beale /  Thomas Fancutt

## Punti e montepremi
| Torneo    | Torneo              | V     | F    | SF   | QF   | R16  | R32 | Q |
| Singolare | Punti               | 80    | 48   | 29   | 15   | 7    | 0   | 3 |
| Singolare | Premi in denaro ($) | 10800 | 6360 | 3765 | 2190 | 1290 | 780 | - |
| Doppio    | Punti               | 80    | 48   | 29   | 15   | 0    | –   | – |
| Doppio    | Premi in denaro ($) | 4650  | 2700 | 1620 | 960  | 540  | –   | – |

## Vincitori

### Singolare
Andreas Seppi ha sconfitto in finale  Márton Fucsovics con il punteggio di 5-7 6-4 6-3.

### Doppio
Jonathan Erlich /  Divij Sharan hanno sconfitto in finale  Hans Podlipnik-Castillo /  Andrėj Vasileŭski con il punteggio di 7-6(1) 6-2.